# Структура інцидентності
У математиці структурою інцидентності називається трійка
{\displaystyle C=(P,L,I).}
де P — це множина «точок», L — множина «ліній», а {\displaystyle I\subseteq P\times L} — відношення інцидентності. Елементи {\displaystyle I} називаються прапорами. Якщо
{\displaystyle (p,l)\in I},
ми кажемо, що точка p «лежить на» лінії {\displaystyle l}. Можна уявити L як множину підмножин P, і інцидентністю I буде включення ({\displaystyle (p,l)\in I} тоді і тільки тоді, коли {\displaystyle p\in l}), але можна думати більш абстрактно.
Структури інцидентності узагальнюють площини (такі як афінні, проєктивні і площини Мебіуса), як можна бачити з аксіоматичних визначень цих площин. Структури інцидентності також узагальнюють геометричні структури вищої розмірності; при цьому скінченні структури іноді називають скінченними геометріями.

## Порівняння з іншими структурами
Зображення структури інцидентності може мати вигляд графу, але в графах ребро має тільки дві кінцеві точки, тоді як лінія в структурі інцидентності може бути інцидентною більш ніж двом точкам. Таким чином, структури інцидентності є гіперграфами.
У структурі інцидентності немає поняття точки, що лежить між двома іншими точками. Порядок точок на лінії не визначено. Порівняйте з упорядкованою геометрією, в якій є відношення «лежить між».

## Двоїста структура
Якщо обміняти ролі «точок» і «ліній» у структурі інцидентності
C = (P, L, I), вийде двоїста структура
C* = (L, P, I*), де I* — бінарне відношення, обернене до I. Зрозуміло, що
C** = C.
Ця операція є абстрактною версією проєктивної двоїстості.
Структура C, ізоморфна своїй двоїстій структурі C* називається самодвоїстою.

## Відповідність гіперграфам

Сім точок є елементами семи ліній поверхні Фано

Кожен гіперграф або систему множин можна розглядати як структуру інцидентності, в якій універсальна множина відіграє роль «точок», відповідна система множин відіграє роль «ліній», а відношення інціденції — це належність «∈». Навпаки, будь-яку структуру інціденцій можна розглядати як гіперграф.

### Приклад: поверхня Фано
Зокрема, нехай
P = {1, 2, 3, 4, 5, 6, 7},
L = {{1,2,3}, {1,4,5}, {1,6,7}, {2,4,6}, {2,5,7}, {3,4,7}, {3,5,6}}.
Відповідна структура інцидентності називається поверхнею Фано.
Лінії — точно підмножини точок, що складаються з трьох точок, мітки яких доповнюються до нуля доданням німбера.

## Геометричне подання
Структуру інцидентності можна моделювати за допомогою точок і кривих у евклідовій геометрії зі стандартним геометричним включенням як відношенням інцидентності. Деякі структури інцидентності допускають подання за допомогою точок і прямих, однак, наприклад, поверхня Фано не має такого подання.

## Граф Леві структури інцидентності

Граф Хівуда з мітками

Будь-яка структура інцидентності C відповідає двочастковому графу, званому графом Леві, або графом інцидентності структури. Оскільки будь-який двочастковий граф можна розфарбувати в два кольори, вершини графу Леві можна розфарбувати в білий і чорний кольори, де чорні вершини відповідають точкам і білі вершини відповідають лініям C. Ребра цього графу відповідають прапорам (інцидентним парам точка/лінія) структури інцидентності.

### Приклад: граф Хівуда
Граф Леві поверхні Фано — це граф Хівуда. Оскільки граф Хівуда — зв'язний і вершинно-транзитивний, існує автоморфізм (такий, наприклад, як відбиття відносно вертикальної осі на малюнку справа), який обмінює білі й чорні вершини. Звідси випливає, що поверхня Фано самодвоїста.